# Herb Dominikany
Herb Dominikany – herb Dominikany.

## Opis
Herb przedstawia tarczę podtrzymywaną przez gałąź wawrzynu (po lewej) oraz palmy (po prawej). Nad tarczą znajduje się wstęga z mottem narodowym w języku hiszpańskim Dios, Patria, Libertad (Bóg, Ojczyzna, Wolność). Poniżej znajduje się druga wstęga z napisem Republica Dominicana. Na tarczy znajduje się Biblia oraz niewielki krzyż. Po obu stronach Biblii znajdują się trzy włócznie, a na dwóch z nich umieszczone są flagi Dominikany.
Herb znajduje się w centralnej części flagi Dominikany.

## Historia
Obecnie obowiązujący herb został zaprojektowany w 1913 roku przez Casimiro Nemesio de Moya. 

Pierwszy herb używany od 1844
Herb z 1860